# 俄支乡
俄支乡，是中华人民共和国四川省甘孜藏族自治州德格县下辖的一个乡镇级行政单位。

## 行政区划
俄支乡下辖以下地区：
洞中达村、绒娘村、俄支村、烟达村、热水塘村和安戈玛村。